# (9046) 1991 PG17
A (9046) 1991 PG17 a Naprendszer kisbolygóövében található aszteroida. Henry E. Holt fedezte fel 1991. augusztus 9-én.